# Alain Hertig
Alain Hertig, né le 3 février 1961, est un journaliste suisse.

## Biographie
Après sa licence en philosophie à l'Université de Fribourg en 1985, Alain Hertig débute comme journaliste à l'Agence télégraphique suisse. En 1990, il rentre à la Radio suisse romande comme correspondant à Berne. En 1994, il rejoint la Télévision suisse romande, toujours comme correspondant à Berne.
De 1998 à 2002, il réalise des reportages pour des émissions magazines de la TSR, puis de 2002 à 2008, il produit et anime l'émission Mise au point. À partir du 1er janvier 2009, il est rédacteur en chef adjoint de l'actualité à la TSR.
En 2017, il quitte son poste pour diriger le bureau fribourgeois de la RTS.

## Documentaire notable
- 1992 : la fièvre du dimanche noir, d'Elisabeth Logean et Alain Hertig, sur le référendum sur l'adhésion de la Suisse à l'Espace économique européen[2].

## Récompenses
- Lauréat du prix SRG SSR idée suisse en 2002, 2007 et 2008[3],[4]